# Demosthenes (Militär)
Demosthenes (altgriechisch Δημοσθένης Dēmosthénēs), der Sohn des Alkisthenes, († 413 v. Chr. in Sizilien) war ein athenischer Strategos während des Peloponnesischen Krieges (431 – 404 v. Chr.). Er ist nicht mit dem ungleich bekannteren Athener Politiker und Rhetoriker Demosthenes zu verwechseln, der ein Jahrhundert später zahlreiche auch historisch bedeutsame Reden, darunter die Philippika, verfasste.

## Taktiker und Stratege
Als Feldherr wandte Demosthenes mit Vorliebe das Überraschungsmoment an und versuchte, den Gegner durch schnelles Handeln in einem noch unvorbereiteten Stadium zu treffen und dessen Verwirrung und Panik auszunutzen. Nachteilig war jedoch, dass er zu sehr auf diese Taktik vertraute und keine Alternativpläne vorbereitete für den Fall, dass der Überraschungsangriff fehlschlug. Auch mangelte es ihm für diesen Fall an der Ausdauer für Aktionen, die eine größere Beharrlichkeit erforderten.

## Ätolien und Ambrakia
In seiner militärischen Laufbahn hatte Demosthenes neben Erfolgen auch Rückschläge zu verzeichnen. So endete beispielsweise seine Invasion in Ätolien 426 v. Chr., die er ohne die Zustimmung der attischen Versammlung startete, nach anfänglichen Erfolgen in einem Gegenschlag der Angegriffenen, der die Athener in die Flucht schlug, wobei sie etwa 120 Kämpfer und ihren zweiten Feldherrn Prokles einbüßten.
Nach dieser Niederlage wagte Demosthenes es nicht, nach Athen zurückzukehren und suchte stattdessen Kompensation in Westgriechenland, wo er von den mit der Stadt Ambrakia im Streit liegenden Akarnanen zu Hilfe gerufen wurde. Bei der Schlacht von Olpai siegte er im Winter 426/25 dank einer List gegen die Ambrakier und verbündeten Peloponnesier unter dem Spartaner Eurylochos. Am folgenden Tag geriet das von der ersten Schlacht noch nicht unterrichtete Hauptkontingent der Ambrakier am Berg Idomene in eine Falle, die mit einem Blutbad endete. Demosthenes schlug daraufhin vor, die nunmehr wehrlose Stadt Ambrakia von der Landkarte zu tilgen, wurde davon jedoch durch die verbündeten Akarnanen zurückgehalten, die nach dem gerade erlebten Beispiel ihre Furcht zum Ausdruck brachten, dass sie an den Athenern noch schlechtere Nachbarn als die bisherigen finden könnten.

## Pylos und Sphakteria
Sein exzellentes Auge bewies Demosthenes erneut im folgenden Jahr, als er bei der Umseglung des Peloponnes das Vorgebirge von Pylos in Messenien als ein geeignetes Terrain erkannte, dessen Besetzung er bei der Flottenführung durchsetzte, um selber die Befestigungsarbeiten zu übernehmen. Nach Ankunft der Spartaner kam es 425 v. Chr. zur Schlacht von Pylos, in deren Verlauf Demosthenes nicht nur alle spartanischen Angriffe zu Lande und von See abwehrte, sondern schließlich mithilfe der Flotte unter Eurymedon auch ein Kontingent von 420 spartanischen Hopliten auf der vorgelagerten Insel Sphakteria abschneiden konnte. In der Folge musste Demosthenes das Verdienst für diesen größten Erfolg Athens im gesamten Krieg allerdings mit dem Demagogen Kleon teilen, einem populären Athener Politiker, der sich von der Volksversammlung mit der Gefangennahme der Spartaner auf der Insel beauftragen ließ und Demosthenes auf die Rolle eines Assistenten herabdrückte. Plan und Ausführung der brillanten Operation gingen weitgehend auf das Konto des Demosthenes, doch der Erfolg wurde vor allem Kleon gutgeschrieben. Die Schlacht von Sphakteria gab dem Peloponnesischen Krieg insofern eine bedeutende Wende, als die Gefangennahme von 292 spartanischen Hopliten (darunter 120 spartiatische Vollbürger) die Friedensbereitschaft der Spartaner deutlich erhöhte.

## Zwischenfrieden des Nikias
424 v. Chr. versuchte Demosthenes, gemeinsam mit seinem Mitfeldherrn Hippokrates die Stadt Megara auf die Seite Athens zu ziehen, doch als der Spartaner Brasidas zu Hilfe eilte, gelang ihnen nur ein Teilerfolg durch Einnahme des befestigten Hafens Nisaia. Im gleichen Jahr versuchte Athen einen Angriff auf die nördliche Nachbarregion Böotien, für den die beiden Feldherren in einer Zangenbewegung koordiniert operieren sollten. Bei der Schlacht von Delion an der Grenze zu Böotien war Demosthenes jedoch wegen eines Missverständnisses nicht in der Lage, seinem Mitfeldherrn Hippokrates rechtzeitig Hilfe zu bringen. Die Athener machten den Helden von Pylos daher für diese Niederlage mitverantwortlich und vertrauten ihm einige Jahre lang kein Heer mehr an.
Im Jahr 421 gehörte Demosthenes jedoch zu den Unterzeichnern des Nikiasfriedens, der den Konfliktparteien eine Atempause verschaffte.
417 organisierte er nach der Schlacht von Mantineia die Evakuierung der attischen Truppen von Epidauros in der Argolis. Selbst bei dieser relativ einfachen Operation wandte er eine List an, um die feindlich gesinnten Einheimischen für die erforderliche Zeit durch einen sportlichen Wettkampf abzulenken.

## Sizilische Expedition
Erst die kritische Lage der athenischen Sizilienexpedition während der Belagerung von Syrakus führte im Jahr 414 v. Chr. zu einer Neubewertung der unzweifelhaften Erfahrung des Demosthenes, der den Auftrag zur Aufstellung einer Entsatzflotte erhielt, die dem bedrängten Expeditionsheer des Nikias Rettung bringen sollte.
Nach ihrer Ankunft vor Syrakus befürworteten Demosthenes und sein Kollege Eurymedon ein energisches und zielstrebiges Vorgehen. Doch nachdem sie in einer Nachtschlacht auf dem Hochfeld eine Niederlage erlitten, konnten sie sich gegen den kranken, übervorsichtigen und abergläubischen Nikias nicht durchsetzen und wurden so mitschuldig an der fatalen Verzögerung. Bei der letzten Seeschlacht im Hafen führte Demosthenes die athenische Flotte zusammen mit den Nebenfeldherren des Nikias, Menandros und Euthydemos, und erlitt dabei die entscheidende Niederlage.
Beim anschließenden Rückzug ins Landesinnere führte Demosthenes die Nachhut und musste sich als erster seinen Verfolgern ergeben, wobei er einen Kapitulationsvertrag aushandelte. Zusammen mit Nikias wurde er daraufhin trotz gegenteiliger Zusagen in Syrakus hingerichtet.

## Beurteilung
Thukydides scheint dem Feldherrn Demosthenes eher positiv gegenüberzustehen, der bei ihm als der weitaus fähigste General Athens in der ersten Phase des Krieges erscheint. Dabei verschließt der Historiker jedoch keineswegs die Augen vor den Episoden menschlicher Brutalität, zu der die Logik des Krieges die Beteiligten treibt.